# صدقی روح‌الله
صدقی روح‌الله (ترکی آذربایجانی: Ruhulla Fətulla oğlu Axundov; ۹ آوریل ۱۸۸۶ – ۵ مهٔ ۱۹۵۹) بازیگر و کارگردان تئاتر شوروی و جمهوری آذربایجان بود. وی بین سال‌های ۱۹۰۶ تا ۱۹۵۹ میلادی فعالیت می‌کرد.
از فیلم‌ها یا برنامه‌های تلویزیونی که وی در آن نقش داشته است می‌توان به دختر گیلان اشاره کرد.
وی همچنین برندهٔ جوایزی همچون هنرمند افتخاری جمهوری سوسیالیستی آذربایجان شوروی، مدال دفاع از قفقاز، نشان لنین، جایزه هنرمند مردمی اتحاد جماهیر شوروی، مدال شجاعت کار، و نشان پرچم سرخ کار شده است.